# Soda Springs
Soda Springs és una població dels Estats Units a l'estat d'Idaho. Segons el cens del 2000 tenia 3.381 habitants.

## Demografia
Segons el cens del 2000, Soda Springs tenia 3.381 habitants, 1.210 habitatges, i 905 famílies. La densitat de població era de 288,2 habitants/km².
Dels 1.210 habitatges en un 40,7% hi vivien nens de menys de 18 anys, en un 66,1% hi vivien parelles casades, en un 6,5% dones solteres, i en un 25,2% no eren unitats familiars. En el 22,1% dels habitatges hi vivien persones soles el 9,3% de les quals corresponia a persones de 65 anys o més que vivien soles. El nombre mitjà de persones vivint en cada habitatge era de 2,74 i el nombre mitjà de persones que vivien en cada família era de 3,24.
Per edats la població es repartia de la següent manera: un 30,8% tenia menys de 18 anys, un 9,5% entre 18 i 24, un 26% entre 25 i 44, un 20,1% de 45 a 60 i un 13,5% 65 anys o més.
L'edat mediana era de 34 anys. Per cada 100 dones de 18 o més anys hi havia 97,3 homes.
La renda mediana per habitatge era de 40.690 $ i la renda mediana per família de 46.152 $. Els homes tenien una renda mediana de 41.979 $ mentre que les dones 21.250 $. La renda per capita de la població era de 15.729 $. Aproximadament el 7% de les famílies i el 9,3% de la població estaven per davall del llindar de pobresa.

## Poblacions properes
El següent diagrama mostra les poblacions més properes.